# Яшин, Неше
Неше Яшин (тур. Neşe Yaşın; род. 12 февраля 1959, Никосия) — кипрская поэтесса, журналистка и политик.
Одна из самых известных представительниц турецкого меньшинства острова, отвергающих раздел острова. Её стихотворение «Которая половина?», музыку к которому написал композитор Мариос Токас, стало «гимном» сторонников воссоединения Кипра.

## Молодость
Неше Яшин родилась в семье турок — киприотов в населённом преимущественно греками квартале Перистеро́нас Никосии в 1959 году, за год до обретения Кипром независимости от Британской империи.
Её отцом был известный среди турок-киприотов поэт и писатель Юкзер Яшин (1932—2011), поэтом — лауреатом премий стал и её брат Мехмет Яшин (род. 1958).
Отец придерживался националистических позиций и в 1963 году, когда начались столкновения между греческой и турецкой общинами острова, перевёз семью в турецкий квартал столицы, где семья проживала в малом и забитом доме.
Так Неше Яшин выросла за линией раздела Никосии задолго до переворота 1974 года, предоставившего возможность Турции вторгнуться на остров на остров и осуществить турецкую националистическую идею таксима (раздела острова).
Турецкое вторжение застало семью в селе Катакопиа, которое оказалось на территории, занятой турецкой армией.
Она окончила Türk Maarif Koleji в турецкой части разделённой Никосии и продолжила учёбу в Middle East Technical University, где она изучала социологию.
Уже в возрасте 18 лет и всего через три года после турецкого вторжения, открыто выступила против раздела острова, написав стихотворение «Которая половина ?», что шло вразрез с убеждениями отца (Яшин пишет, что перед смертью в 2011 году, отец пересмотрел свою позицию).
Яшин хотела поступить в Кипрский университет на свободной территории острова, но для того чтобы пересечь 50 метров на линии прекращения огня нужно было сменить три самолёта (с севера острова в Турцию, затем в Лондон, из Лондона на юг Кипра).
Утвердившись в своём убеждении, что она остаётся гражданкой Республики Кипр, что признаётся кипрским законодательством, она переселилась за линию прекращения огня и окончила Кипрский университет.

## В дальнейшем
Сегодня Яшин преподаёт в Кипрском университете турко-киприотскую литературу на факультете турецких и ближневосточных исследований.
С середины 80-х годов она постоянно живёт и работает в свободной Никосии, что не противоречит законодательству и политике Республики Кипр. Будучи активисткой борьбы за мир с молодости, Яшин стала членом Группы по урегулированию Кипрского конфликта, которая в 1995 году предложила 15 проектов для содействия миру и примирению на острове.
Яшин пишет в основном на турецком языке, хотя значительное число её произведений в прозе переведены на греческий и английский языки.
Её стихи переведены на 20 языков, изданы в литературных журналах и антологиях. В октябре 2018 года в Греции была издана её первая антология — 100 стихотворений из шести её поэтических сборников.
Кроме своей непосредственной литературной деятельности, Яшин возглавляла и представляла литературную программу «41-я комната» на Радио Кипра (CYBC) (1992—2007) и программу Мирный сад (2001—2003) на радио «ASTRA». В настоящее время она пишет в своей еженедельной колонке для турецкой газеты «BirGün» и турко-кипрской газеты «Yenidüzen».

## Борьба за воссоединение Кипра
Она часто пишет о мире и воссоединении своего «любимого острова». Одним из документов, подготовленных Яшин, который привлёк всемирное внимание, был документ, представленный на Всемирной конференции культуры в Стокгольме в 1998 году.
Большой резонанс вызвало её решение в 2006 году баллотироваться в парламент Республики Кипр, после решения правительства республики, разрешающего туркам-киприотам, проживающим на юге, принять участие в выборах. Она стала первой турецкой киприоткой, принявшей участие в выборах после отзыва турко-киприотских депутатов парламента в 1963 году.
Нешин отмечает ухудшение условий для воссоединения Кипра с укреплением власти президента Р. Т. Эрдогана в Турции.
Нешин считает, что Эрдоган следует плану исламизации турок-киприотов. Для него турки-киприоты чересчур светские люди. В отличие от переселенцев из Турции (которых, согласно журналисту Ш. Левенту сегодня на севере острова в пять раз больше чем турок-киприотов), посещающих мечеть каждую пятницу, турки-киприоты посещают мечеть только на свадьбах и похоронах. Для них вера — личное дело.
Нешин отмечает, что Эрдоган понастроил новые мечети по всему северу острова, но заостряет внимание на изменение демографии севера острова с 1974 года, в особенности в последние 5-10 лет: «Прибыло много турок, и это раздражает турок-киприотов, поскольку они ощущают давление и увеличивающееся доминирование турецкого элемента (из Турции) на них».
Кроме того, она отмечает что «никогда Турция не была в худшем положении», «в Турции можно ожидать всего», «Эрдоган функциοнирует как диктатор», «многие мои друзья находятся в тюрьмах», «другие боятся потерять свою работу».
Несмотря на эти обстоятельства и на то, что нынешняя молодёжь Кипра не жила в едином государстве, Нешин не теряет надежды.
После открытия «пограничных» переходов в 2003 году, более 7 тысяч турок-киприотов получили возможность работать на юге, в основном на стройке.
Но самое главное, турки-киприоты получили возможность контакта со своими греческими земляками, имея к тому же возможность доступа к государственному телевидению Кипра, а сегодня к интернету, без разрешения режима, установленного на севере острова.
Выражая чувства тысяч турок-киприотов, Яшин заявляет: «Я считаю своим домом весь Кипр».

## «Которую половину?»
Несмотря на свою обширную литературную, журналистскую, университетскую и политическую деятельность, для широких слоёв населения Кипра Яшин прежде всего известна как автор стихов песни «Которую половину?»:
Говорят человек должен Родину любить
Так и мой отец говорит всегда
Моя Родина разделена на две
Которую из двух мне следует любить?
Эти стихи восемнадцатилетняя Яшин написала всего через три года после турецкого вторжения на остров. Стихи были переведены на греческий язык, после чего к ним написал музыку композитор Мариос Токас. Песня имела огромный успех и стала своего рода гимном борьбы за воссоединение Кипра.

## Работы
- Гиацинт и Нарцисс, 1979, Cem Publications, Istanbul[10]
- Слёзы войн, 1980, Yeni Turku Publications, Istanbul
- Двери, 1992, Cem Publications, Istanbul
- Которая половина, 1995, Thegona, Nicosia
- Луна сделана из любви, 2000, Gendas Publications, Istanbul ISBN 9753083009
- Тайная история грустных девушек, 2002, İletisim Publications, Istanbul ISBN 9750500962
- Палаты памяти, 2005, Dunya Publications, Istanbul
- Избранные стихи, 2008, Amargi Publications, Istanbul

## Награды
- Художник года-Специальная премия (Республика Кипр), 1978[10]
- Художник года (Turkish Bank), 1980
- Премия Necati Taşkın Foundation, 1993
- POGO-Woman Day Honorary Award, 1997
- Премия Антиас — Пиеридис, 1998